# Épidémie de Groningue
L'épidémie de Groningue, en néerlandais tussenpozende koortsen, est une épidémie de fièvres intermittentes qui a touché une partie des Pays-Bas et de l'Allemagne en 1826.
Elle a été caractérisée par une virulence exceptionnelle de la maladie dans la ville portuaire de Groningue, d'où son nom.
Apparue lors d'un printemps et d'un été inhabituellement chauds et secs, la maladie a en 1826 - en quelques mois - littéralement décimé la population de cette ville : 2 844 décès, enfants et vieillards principalement, pour un total de près de 28 000 habitants. La municipalité a fait stopper les cloches des églises lors des enterrements en raison des effets négatifs qu'elles avaient sur le moral de la population.
L'épidémie reste mal expliquée. En effet, en dépit d'une épidémiologie évoquant une maladie infectieuse et contagieuse, certaines catégories de la population semblent avoir été inexplicablement épargnées par la contagion. De plus au même moment d'autres villes (Oldenbourg, Emden, Jeva et Aurich...), les environs mêmes de Groningue, ainsi que toute la Frise et une partie de l'Allemagne, a connu la même épidémie, mais avec des fièvres apparemment bénignes (hormis une mortalité faiblement accrue, presque exclusivement parmi les enfants et parmi les vieillards pauvres).
Cette épidémie a été attribuée par ses contemporains à une « fièvre intermittente à symptômes bilieux » que d'autres ont ensuite supposé pouvoir être une malaria, en raison notamment des effets de la quinine, mais probablement à tort car une partie des symptômes contredisent ceux de la malaria.
L'épidémie dont la virulence semble avoir ciblé une seule ville (Groningue) a marqué les esprits du temps, et a fait craindre à d'autres villes d'être touchées par un phénomène identique.
Elle a donc dès l'année suivante fait l'objet d'analyses statistiques contextualisées et détaillées, notamment par des Français.

## Les premières analyses contemporaines (1828)
- AN Gendrin en 1827 publie en France[1] dans le Journal général de médecine, de chirurgie et de pharmacie françaises et étrangères une analyse enrichie de statistiques sur la Hollande et sur Groningue en particulier.
- L'année suivante, deux auteurs : J.C.G. Fricke (Membre du conseil de Hambourg), assisté d'un éminent médecin, Jean-Baptiste Monfalcon  , en ont fait conjointement une analyse poussée[2].

### Analyses de la mortalité pendant et avant l'épidémie
- 10 % environ de la population de la ville meurt en quelques mois[1].
- Les enfants et les vieillards sont largement les plus touchés, ce qui fait que paradoxalement la natalité n'est pas significativement affectée : malgré quelques avortements spontanés a priori liés à la maladie, « L'épidémie n'a exercé aucune influence appréciable sur le nombre des naissances » précise dans une analyse qu'ils publient de cette épidémie deux ans après). 
Le nombre mensuel de morts dans Groningue passe de 61 en début d'épidémie (en mai) à 102 en juin, 156 en juillet, 449 en août, culmine à 667 en septembre, pour redescendre à partir d'octobre (512 décès) ; Fricke & Monfalcon notent une coïncidence qu'ils jugent remarquable : En 1825, l'année précédant celle de l'épidémie, un pic de mortalité avait aussi été enregistré en septembre-octobre.
- Gendrin[1] fait remarquer dans ses analyses statistiques (bien documentées) de la mortalité générale aux Pays-Bas que juillet est comme ailleurs le mois où l'on meurt habituellement le moins à Groningue, alors qu'« août, septembre, octobre et novembre, qui sont ceux pendant lesquels règnent ordinairement les fièvres intermittentes » cependant[pas clair], malgré la mauvaise réputation faite aux zones humides et polders qui couvraient le pays, réputés empoisonner l'air de leurs miasmes (qui selon la théorie des miasmes encore en vogue à l'époque sont une source majeure de maladies), les Pays-Bas (même à Groningue) ont paradoxalement à l'époque une espérance de vie parmi les plus élevées en Europe, bien plus qu'à Paris ou à Bruxelles pourtant bâtie « sur une éminence et dans un lieu très salubre »'. 
Gendrin[1] remarque que même avant l'épidémie, la remontée du nombre mensuel de mort entre juillet et août se faisait plus rapidement et significativement à Groningue qu'ailleurs aux Pays-Bas : « dans le passage de juillet à août, l'accroissement de la mortalité présente le rapport considérable de 1 à 1,4 tandis que dans les autres cités hollandaises, ce rapport n'est que 1 à 1,034, et à Bruxelles que 1 à 1,046. ».
- Un certain Dr Tellegen, cité par Gendrin aurait montré par une topographie médicale de Groningue, et par « l'histoire de ses constitutions épidémiques pendant plusieurs années » , que le quartier nord de Groningue, situé près du port était propice aux épidémies, bien qu'il ne soit pas un quartier pauvre.

### Hypothèses proposées pour expliquer une virulence spécifique à Groningue
Il y a accord de la part des témoins contemporains pour attribuer à l'épidémie une virulence très spécifique à Groningue. Selon J.C.G. Fricke & J.B. Monfalcon et d'autres auteurs, les effets de la maladie auraient pu être aggravés par les mois exceptionnellement chauds et secs du printemps et de l'été, mais cette hypothèse est à pondérer, car le printemps a aussi été très sec, ce qui n'est pas réputé favoriser les épidémies.
J.C.G. Fricke & J.B. Monfalcon voient d'autres facteurs aggravants. Ces « circonstances défavorables fortuites » sont notamment :
- un trop « petit nombre des médecins (...) Huit médecins seulement (ensuite aidés de 3 professeurs d'université) s'occupaient à Groningue de médecine pratique ; mais le nombre des malades s'accrut si fort dans un très-court espace de temps, et l'épidémie suivit son cours avec tant de violence et de rapidité qu'il leur fut impossible de prendre un soin convenable de la plus grande partie des malades, et moins encore de la totalité ». Le gouvernement a ensuite fait envoyer dans la ville des élèves en médecine de l'université de Louvain puis de l'université d'Utrecht (très réputée) ainsi que des médecins militaires, mais qui sont arrivés alors que l'épidémie était déjà en pleine expansion.
- Absence d’hôpital capable de recevoir les indigents ; l'arsenal est transformé en urgence en hôpital, mais alors que l'épidémie était déjà à son maximum nous disent Fricke et Monfalcon ;
- Grande misère d'une multitude d'habitants ; ce sont eux qui seront les plus nombreux à tomber malade et plus encore à en mourir ;
- « l'obligation où l'on a été, faute d'un cimetière placé hors de Groningue, d'ensevelir beaucoup de cadavres dans les églises ; c'est la nécessité où l'on est encore d'enterrer les morts dans des cimetières placés au milieu de la ville. » (Rem : dès 1827, pour ne plus devoir enterrer les morts en ville, la municipalité a fait construire deux nouveaux cimetières, dits du Sud et du Nord) ;
- « L'oubli du nettoiement des canaux, fossés d'évacuation et égouts de la ville qui ne fût effectué que plus tard, et dans lequel il faut voir (toujours selon Fricke et Monfalcon) la cause occasionnelle qui entretenait continuellement l'épidémie »[2]. Un autre auteur Gendrinx[1] (en 1827) estime que plusieurs cloaques pleins de matières animales et végétales en décomposition, situés dans un quartier du nord de Groningue pourraient être cause de ce que « les maladies reviennent tous les ans dans ce quartier, pendant qu'elles ne règnent point dans les campagnes environnantes »[1] alors que la ville est ailleurs propre et dotée de rues larges et aérées[3] ,;
- Gendrin ne pense pas que l'épidémie vienne des quartiers pauvres (qui sont au sud[1]) mais du nord de la ville, où « entre les vieilles murailles, depuis le port, ou la plage occidentale, jusqu'à son extrémité orientale, la ville contient un quartier très peuplé, dans lequel les médecins ont toujours remarqué un plus grand nombre de malades que dans le reste de la ville. Pendant le règne des épidémies du printemps et de l'automne, les maladies sont aussi plus rebelles et d'un caractère plus fâcheux dans ce lieu. Dès les premiers mois de 1826, on y remarque une plus grande quantité de malades ; il y régna surtout des fièvres quartes qui ne cessèrent pas d'y exister. Elles avaient déjà atteint presque tous les habitants, plusieurs même en étaient morts, que la santé publique était encore bonne dans le reste de la ville. 
La classe indigente n'habite pas ce quartier insalubre ; elle se trouve, au contraire, dans la partie méridionale de Groningue. On ne peut donc attribuer ici l'insalubrité à la malpropreté des habitants ; mais on l'explique par le voisinage du port et du canal qui va à la mer. Les eaux de ce canal, resserrées entre deux écluses, baignent environ un huitième de l'enceinte de l'ancienne ville ; son fond argileux n'est pas toujours couvert par les eaux qu'il reçoit de la mer et des deux fleuves. Cependant il est juste de dire qu'il est très rare qu'il reste assez longtemps à découvert pour pouvoir être desséché, et encore moins échauffé par le soleil. Il s'ensuit que si des miasmes se dégagent dans le voisinage du port, on ne peut pas croire qu'ils proviennent du port lui-même, d'autant plus qu'on ne peut regarder les, vapeurs qui s'élèvent de la surface des eaux, comme aussi délétères que celles qui se dégagent de l'argile mise à jour; Ce qui tend encore à éloigner d'attribuer l'insalubrité de ce quartier au voisinage du port, c'est la propagation de la maladie jusqu'à la partie orientale de la ville, où les eaux sont toujours courantes, et sont resserrées par des écluses qui les empêchent de se retirer. »[1].

## La maladie
Cette épidémie a été qualifiée à l'époque de « fièvre intermittente à symptômes bilieux ». À l'époque des premiers hygiénistes où les zones humides étaient accusées de nombreux maux, d'autres ont supposé que la maladie était  une malaria. Les premiers symptômes (dont forte fièvre, léger délire, anémie et œdème) permettent en effet de le penser, de même qu'un printemps très chaud qui aurait pu favoriser des moustiques, éventuellement exotiques (puisque Groningue est un port et que les Pays-Bas étaient encore un pays colonial). Les effets positifs de la quinine cités par les médecins de l'époque invitent aussi à évoquer cette piste. Cependant une partie des symptômes contredisent ceux de la malaria. Par exemple :
- La malaria touche fortement les femmes enceintes et leurs fœtus (induisant des fausses-couches et problèmes chez l'enfant, surdité notamment). Elles ont au contraire été plutôt épargnées à Groningue ;
- La malaria est caractérisée par des sueurs abondantes. Or, ici les médecins évoquent une peau brûlante mais sèche, sauf quand le malade se rétablit ;
- Une des formes graves de malaria, dite « fièvre bilieuse hémoglobinurique » , peut être évoquée (d'autant qu'elle peut être aggravée par la quinine), mais elle n'est réputée toucher qu'un très faible nombre de cas et uniquement dans les régions d'endémie. Elle est due à la prise de quinine chez des malades de longue date, et elle correspond à un éclatement des globules rouges à l'intérieur des vaisseaux (hémolyse intravasculaire).
- La malaria n'induit pas certains des dégâts détectés lors des autopsies. Le cerveau des morts de paludisme a une couleur bleu violacé et ne correspond pas aux descriptions faites à partir de morts de Groningue ; « La pénurie de sang coagulable dans tout le corps » évoquée par les autopsies de Groningue pourrait faire penser à une maladie hémorragique ;
- Les témoignages n'évoquent pas de nystagmus, ni d'ictère, de posture opisthotonique, de convulsions, d'urines noires, d'hématémèse  souvent rapportés lors des cas de malaria ;
- Enfin, « le sulfate de quinine, comme moyen préservatif, fut essayé chez quelques individus, et ne réussit point à prévenir les récidives » précise le médecin Jean Baptiste Monfalcon[2].

### Virulence
Curieusement, alors que, dans les villes proches et dans les campagnes, les symptômes cédaient face à un simple « vomitif que les malades allaient chercher souvent d'eux-mêmes chez le pharmacies », les malades de Groningue étaient eux rapidement prostrés et sans forces, animés de tremblements, affectés d'un « léger délire » et de « troubles divers de la digestion, auxquels se joignaient assez souvent plus tard des obstructions opiniâtres, et un dévoiement colliquatif dont la mort des malades très affaiblis était une suite fréquente ».
Le quinquina a été le médicament le plus utilisé, beaucoup plus efficacement que les autres remèdes selon Frick et Monfalcon, qui ajoutent cependant que « les récidives avaient lieu surtout le huitième jour ; elles étaient promptement arrêtées dans leur développement par le quinquina, mais elles se reproduisaient avec facilité. ».
« La peau, pendant cet état nerveux, était très fréquemment très sèche, âpre et brûlante ; il fallait, pour relever son action et sa sensibilité affaissée, associer le camphre à l'écorce du Pérou ». L'apparition ou le retour de « suées » était considérée comme un bon pronostic de début de guérison.
« Il mourut aussi proportionnellement plus de femmes que d'hommes ».

### Symptômes et Clinique / résultats d'autopsies
Les autopsies ont révélé des « dégénérations du foie et particulièrement de la rate ; celle-ci a été trouvée souvent après la mort dans un état complet de désorganisation et de dissolution, et remplie fréquemment d'un fluide ténu, de la couleur du chocolat ; altérations auxquelles correspondaient une véritable pénurie de sang coagulable dans tout le corps, et dans beaucoup de cas une anémie réelle » ;
La rate était la plus affectée. Le foie « parut augmenté de volume, rarement ramolli, et dans la plupart des cas sans tubercules. On vit très souvent la vésicule du fiel dilatée d'une manière inusitée par une bile ténue, et fréquemment noirâtre; les calculs biliaires ne furent pas rares ».
On note aussi une « injection du cerveau et de ses membranes par un sang noirâtre ».
Les médecins signalent en outre :
- de fréquentes « hydropisies, tantôt l'œdème des pieds, tantôt (...?...), tantôt une hydropisie universelle, tantôt et spécialement chez les vieillards et chez les sujets cachectiques, une ascite se déclarait et devenait facilement mortelle »[2].
- Le témoignages médicaux évoquent une phase secondaire (qui peut évoquer une surinfection ; J.C.G. Fricke & J.B. Monfalcon  parlaient des morts, nombreux, de « maladies consécutives ») avec évolution vers « un état typhoïde, qui conduisait à la mort par un délire tranquille. Les enfants furent souvent affectés d'engorgement des glandes mésentériques ; ils montrèrent souvent la tuméfaction du ventre, dont elle s'accompagne, et à une époque plus reculée, Patroplrie qui en est la suite. Beaucoup de malades conservèrent pendant longtemps une constriction dans les régions précordiale et épigastrique, surtout si des récidives fréquentes avaient eu lieu ; la digestion était très dérangée, et l'activité de la peau était supprimée presque toujours. Les maladies de poitrine, les catarrhes. attaquèrent très souvent les convalescens au début de la saison froide et humide ; la membrane muqueuse bronchique fut prise chez la plupart, et ces affections devinrent dangereuses chez les vieillards et chez les individus qui avaient été attaqués antérieurement de maux de poitrine chroniques : aidées de la débilité qui prédominait. Elles donnaient très facilement la mort en frappant le poumon de paralysie ».

### Une contagiosité très relative? ou nulle?
Selon des témoignages cités par J.C.G. Fricke & J.B. Monfalcon, « Les médecins de Groningue pensent unanimement que la maladie ne fut pas contagieuse ; et fondent cette opinion sur de solides raisons données par l'expérience » Seul Thuessink « a prétendu » que la maladie était contagieuse mais « à certain égard ».
Pour Monfalcon, « il y a quelque chose d'obscur » dans cette contagion relative : Thuessink attribue la maladie à « des miasmes, à des émanations marécageuses qui l'ont produite et entretenue pendant long-temps ; elle a reçu, selon lui, un caractère positivement contagieux de la multitude d'individus qui tombaient malades ; cette circonstance, alliée aux miasmes, contribua beaucoup, suivant ce professeur, à donner à l'épidémie sa malignité et sa rapide propagation. Cependant la contagion présentait ici cette particularité, qu'elle ne pouvait développer le caractère de malignité de la maladie, que par le concours d'action des influences délétères, nées des localités ; aussi n'a-t-elle existé qu'à Groningue même, et n'a-t-elle pu être transportée de la ville ailleurs ».
Cette théorie n'est « ni claire ni conforme à l'observation » insiste Monfalcon qui fait à l'occasion remarquer que le Pr Thuessink « retiré de l'exercice de la médecine depuis nombre d'années, n'a pas traité un seul malade, en a vu très-peu, n'était point à Groningue lorsque la maladie avait atteint son plus haut point d'intensité, et fut retenu dans sa chambre par une indisposition à son retour dans cette ville ».
Monfalcon explique que des étrangers retenus quelque temps dans Groningue ont pu être exposés à la même cause (les miasmes) et tomber malade « Et c'est en effet ce qui arriva très souvent » ajoute-t-il « Plusieurs de ces étrangers qui avaient passé plusieurs jours dans la ville, et qui en étaient partis en bonne santé, furent atteints, chemin faisant, des symptômes de la maladie de la ville, et ne la communiquèrent cependant pas aux habitans des lieux ou elle les saisit. 
Les médecins de Groningue, en contact immédiat et continuel avec les malades, et qui supportaient en outre une extrême fatigue, accablés qu'ils étaient par le grand nombre de ceux-ci, durent certainement être prédisposés à recevoir la contagion, et aucun d'eux cependant ne contracta la maladie primitive. La santé de plusieurs fut sans doute altérée, mais par leurs extrêmes fatigues ; et s'il en est qui eurent plus tard une fièvre intermittente, celle-ci fut la maladie endémique en quelque sorte à Groningue, et ne présenta aucune malignité. 
Une remarque qui fut faite à Assen, prouve encore que l'épidémie de Groningue ne fut point contagieuse. Il existe à Assen, ville située sur un sol sablonneux, à six lieues de Groningue, un pensionnat dans lequel se trouvaient beaucoup de jeunes gens de Groningue. La plupart de ces jeunes gens étaient à Groningue au commencement de l'épidémie ; ils revinrent peu après dans leur maison d'éducation, bien portants en apparence. Tous furent attaqués de l'épidémie bientôt après leur retour à Assen ; mais la qualité meilleure de l'air dans cette ville y rendit la maladie très-bénigne, en sorte qu'aucun d'eux ne succomba. Ils ne la communiquèrent à aucun des autres élèves quoi que toujours en contact avec eux. Il y avait dans l'arsenal, converti en hôpital, beaucoup d'individus de la classe pauvre du peuple, affectés de maladies autres que l'épidémie ; aucun d'ux ne contracta celle-ci, quoique disséminés parmi ceux qui en étaient atteints. 
 L’observation et les expériences des médecins des autres pays qui furent le théâtre de l'épidémie, apprennent aussi que la maladie ne s'est jamais transmise d'un individu à un autre. Quarante paysans d'Aurich virent faucher les foins dans les environs de Groningue, y tombèrent malades de l'épidémie, et revinrent chez eux tous avec la fièvre ; Aucun membre de leur famille ne la contracta, malgré les rapports immédiats et continuels de tous avec eux. 
On peut affirmer avec toute assurance que Hambourg n'a pas à redouter le retour de l'épidémie. Que cette ville et ses côtes maritimes voient naître des fièvres intermittentes bilieuses, surtout si le concours de très-grandes chaleurs et sécheresses se montre encore, c'est ce qu'on ne saurait nier ; mais pour que ces maladies à type intermittent, pour que ces maladies à symptômes bilieux se présentassent aussi malignes et aussi meurtrières qu'elles l'ont fait à Groningue, il faudrait encore qu'il existât à Hambourg ces agens délétères, presque toujours inhérens aux localités, que l'on a signalés à Groningue, et dont d'excellentes mesures généralement connues pour le nettoiement des fossés, égouts, canaux, etc., ainsi que de bonnes ordonnances pour le soin de la classe indigente du peuple, préserveront à jamais Hambourg (...) »
L'explication d'une virulence propre à la ville de Groningue et d'une diffusion curieuse de l'épidémie (pas de personne à personne apparemment) reste à trouver. La maladie pourrait avoir été multifactorielle. Elle aurait pu associer associer un vecteur (local ?) et un facteur de virulence non élucidés (On peut imaginer par exemple une intoxication au cuivre, au plomb ou au mercure propre à la ville et notamment aux quartiers nord, et qui aurait affaibli le système immunitaire de ceux qui en étaient victimes. On pourrait aussi avec le recul penser à un variant local d'un virus hautement pathogène mais très peu contagieux (avec un vecteur propre à la ville), ou encore à une association entre deux pathogènes qui n'auraient été conjointement présents qu'à Groningue. La proximité du port peut faire évoquer un pathogène importé par voie de mer de l'une des zones de l'empire colonial néerlandais.

## Réactions / soins médicaux, santé publique
Au milieu de l'été, on crée « une commission composée des professeurs Drissen, Rademan, Bas, Tenborg, Brandt et Hendriks ; elle fut chargée de prendre les mesures qui convenaient aux circonstances ».
La maladie est principalement soignée par des granules et décoctions de quinquina et par la panoplie classique de traitements de l'époque, dont la saignée et les sangsues.

## Coûts
Les coûts humains ne sont pas quantifiables, mais en termes matériels et directs l'épidémie a couté environ « 50 000 florins » à la ville, qui a aussi reçu des secours « que la charité publique envoya de divers pays ». Elle a induit de nombreux travaux d'assainissements, constructions de nouveaux cimetières les années suivantes.